# باشگاه ورزشی آرهوس
باشگاه ورزشی آرهوس یکی از قدیمی‌ترین باشگاه‌های ورزشی دانمارک می‌باشد  که در شهر آرهوس واقع شده‌است. در ابتدا این باشگاه در دو رشتهٔ ژیمناستیک و شمشیربازی فعالیت داشت. در سال‌های بعد ورزش‌های گوناگون انفرادی و تیمی به حوزهٔ فعالیت باشگاه ورزشی آرهوس افزوده شد.
امروزه باشگاه ورزشی آرهوس با تیم فوتبالش شناخته می‌شود. تیم فوتبال این باشگاه در سال ۱۹۰۲ (۱۲۸۱) آغاز به کار کرده‌است و طولانی‌ترین حضور را در بالاترین سطح فوتبال دانمارک داشته‌است. آرهوس همچنین بیشترین شمار جام‌ها را در فوتبال دانمارک کسب کرده‌است. در سال‌های اخیر عملکرد تیم فوتبال آرهوس ضعیف بوده‌است. بهترین مقام این باشگاه در چند سال گذشته به نایب قهرمانی در فصل ۱۹۹۵–۹۶ بر می گردد.
تیم فوتبال آرهوس تاکنون دو بار به دور یک چهارم نهایی جام‌های اروپایی راه یافته‌است. در سال ۱۹۶۱ (۱۳۴۰) آن‌ها در جام باشگاه‌های اروپا در برابر بنفیکا (در خانه ۱-۴ و در پرتغال ۱-۳) شکست خوردند و در سال ۱۹۸۹ (۱۳۶۸) با شکست در برابر بارسلونا از جام برندگان جام اروپا کنار رفتند.